# Pangrapta talusalis
Pangrapta talusalis är en fjärilsart som beskrevs av Walker 1858. Pangrapta talusalis ingår i släktet Pangrapta och familjen nattflyn. Inga underarter finns listade i Catalogue of Life.